# Patriottische Alliantie voor Verandering
De Patriottische Alliantie voor Verandering (Spaans: Alianza Patriótica por el Cambio, APC) is een centrumlinkse en linkse Paraguayaanse politieke alliantie dat bestaat uit acht partijen in een regerende coalitie:
- Authentieke Radicale Liberale Partij
- Revolutionaire Febrerista Partij
- Nationale Ontmoetings Partij
- Partij voor een Land van Solidariteit
- Christendemocratische Partij van Paraguay
- Beweging voor Socialisme
- Breed Front
- Progressieve Democratische Partij

De kandidaat van de coalitie in de verkiezing van 2008 was Fernando Lugo, hij won de verkiezingen.